# See You Later (Oliver Onions)
See You Later è un album degli Oliver Onions pubblicato nel 1974 dalla RCA Italiana.

## Descrizione
Nel 1973 Guido e Maurizio De Angelis iniziarono ad utilizzare lo pseudonimo Oliver Onions per differenziare i numerosi dischi pubblicati, nel tentativo di non inflazionare il mercato. See you later è il primo album uscito nel gennaio del 1974 ad utilizzare questo pseudonimo. Durante l'anno furono infatti pubblicate anche le colonne sonore dei film Porgi l'altra guancia (colonna sonora originale) con Bud Spencer e Terence Hill e The Valdez Horses solo per il mercato giapponese, colonna sonora di Valdez il mezzosangue, film western interpretato da Charles Bronson. Entrambi gli album furono accreditati a Guido And Maurizio De Angelis. Nell'ottobre dello stesso anno fu pubblicato un ulteriore quarto album, la raccolta M&G Orchestra utilizzando l'omonimo pseudonimo.
L'album contiene alcuni dei brani pubblicati su 45 giri l'anno precedente solo per il mercato tedesco come Christine/Old man, Take it easy Joe colonna sonora del film Arrivano Joe e Margherito, Angels and beans, inciso in origine da Kathy and Gulliver per la colonna sonora del film Anche gli angeli mangiano fagioli, Springtime In Rome/Fool's concerto, singolo per il mercato francese, London town, sigla della miniserie televisiva della Rai Dedicato ad una coppia e Dune Buggy, grande successo di quell'anno utilizzato come colonna sonora del film ...altrimenti ci arrabbiamo!.
Nel disco sono inclusi anche quattro brani inediti: Same situation, Northern train, Freedom rainbow, e See you later.
Il disco è stato pubblicato in un'unica edizione in LP ed MC per il mercato italiano su etichetta RCA Italiana con numero di catalogo TPL1 1005, e con in copertina una fotografia di un sandwitch ripieno di cipolle (un chiaro riferimento al nome del gruppo). L'album conteneva un inserto fotografico di sedici pagine, in cui il duo interpretava ironicamente molti dei personaggi presenti all'interno dei film di cui avevano realizzato le colonne sonore ed in cui vi erano stampati anche i testi delle canzoni. Per la copertina della musicassetta italiana fu utilizzata la foto interna del vinile che ritraeva il duo camminare in un prato verde.
Per il mercato tedesco l'album fu distribuito in due edizioni in vinile con entrambe le copertine, con busta interna semplice senza inserto fotografico, su etichetta RCA Victor, stesso numero di catalogo della versione italiana e identica distribuzione delle tracce.
L'album non è mai stato pubblicato in CD, come download digitale e sulle piattaforme streaming, seppure molti dei suoi brani siano stati inclusi in alcune compilation.

## Formazione
- Guido e Maurizio De Angelis – voce, arrangiamenti, autori delle musiche
- Susan Duncan Smith – autrice dei testi, cori
- Cesare De Natale – produttore
- Arpad Kertesz e Luciano Costarelli – foto copertina

## Tracce
1. Dune Buggy
2. Springtime in Rome
3. Same situation
4. Angels and beans
5. Old man
6. Freedom rainbow
7. Christine
8. Northern train
9. Take it easy Joe
10. Fool's Concerto
11. London town
12. See you later